# Почётная грамота Президиума Верховного совета Российской Федерации
Почётная грамота Президиума Верховного совета Российской Федерации — поощрение за заслуги в государственном, хозяйственном, социально-культурном строительстве и укреплении обороноспособности России. Учреждена Постановлением Президиума Верховного Совета Российской Федерации от 25 мая 1992 года № 2843-I «О Почётной Грамоте Президиума Верховного Совета Российской Федерации».
Награждение грамотой прекращено в 1993 году, после упразднения Верховного Совета Российской Федерации и системы советов в России.

## Порядок награждения
Почётной грамотой награждались:
- граждане Российской Федерации,
- предприятия, учреждения и организации.
- граждане других государств,
- лица без гражданства.

Ходатайство о награждении Почётной Грамотой могли возбуждать районные и городские Советы народных депутатов через вышестоящие Советы народных депутатов.
О награждении грамотой издавался Указ Президиума Верховного Совета Российской Федерации.